# بیانیه بالفور

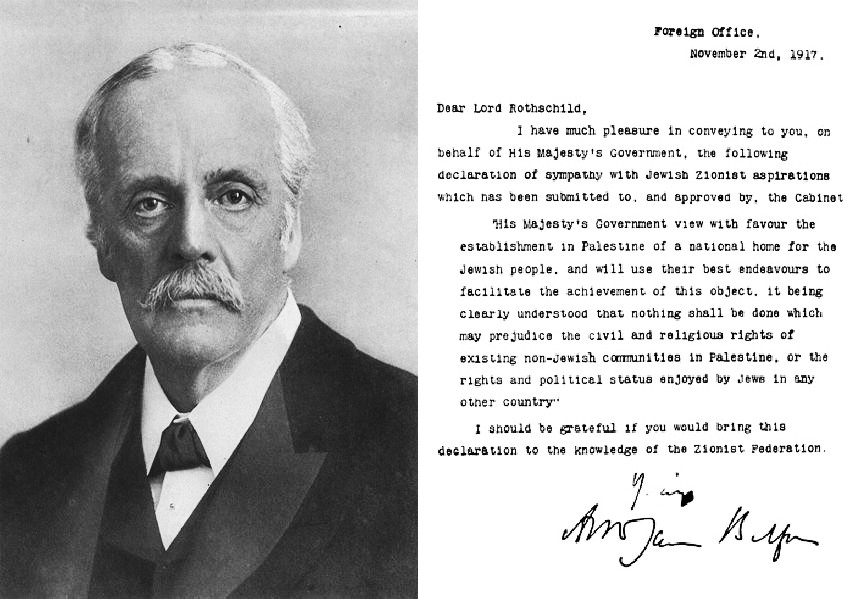
اصل نامه آرتور جیمز بالفور به بارون والتر روتشیلد که بعدها به «بیانیه بالفور» مشهور شد.

بیانیه بالفور، (به انگلیسی: Balfour Declaration) اعلامیه‌ای تاریخی است، که دولت بریتانیا در سال ۱۹۱۷ میلادی و در خلال جنگ جهانی اول، برای اعلام حمایت از  دولت بریتانیا مجوز ایجاد یک «خانه ملّی برای مردم یهود» در فلسطین را صادر کرد. فلسطین در آن زمان جزو قلمرو و تحت کنترل امپراتوری عثمانی بود و اقلیت کوچکی از یهودیان در آن زندگی می‌کردند. این بیانیه را در قالب نامه، مورخ ۲ نوامبر ۱۹۱۷ آرتور جیمز بالفور (وزیر خارجهٔ بریتانیا) خطاب به لرد روتشیلد (یکی از رهبران جامعه یهودیان بریتانیا) و برای ارسال به فدراسیون صهیونیسم در بریتانیای کبیر و ایرلند ارسال شد. متن این بیانیه در ۹ نوامبر (۱۹۱۷) در مطبوعات منتشر شد.
بلافاصله پس از اعلام جنگ بریتانیا علیه امپراتوری عثمانی در نوامبر (۱۹۱۴)، کابینه جنگ بریتانیا شروع به بررسی آینده فلسطین کرد. طی دو ماه، یکی از اعضای صهیونیست کابینه به نام هربرت ساموئل، طرحی را به کابینه تسلیم کرد که در آن پیشنهاد شده‌ بود، برای جلب حمایت یهودیان جهان از دولت بریتانیا در جنگ جهانی اول، این دولت از اهداف صهیونیستی پشتیبانی کند. در آوریل ۱۹۱۵، هربرت هنری اسکویت (نخست‌وزیر بریتانیا) کمیته‌ای را برای تعیین سیاست بریتانیا در قبال امپراتوری عثمانی از جمله درخصوص فلسطین تشکیل داد. اسکویت طرفدار حفظ و اصلاح امپراتوری عثمانی پس از پایان جنگ بود اما او در دسامبر ۱۹۱۶ استعفا داد. جانشین او، دیوید لوید جرج، طرفدار تجزیه امپراتوری عثمانی بود. اولین مذاکرات بین بریتانیا و صهیونیست‌ها در کنفرانسی به تاریخ (۷ فوریه ۱۹۱۷) انجام شد، که سر مارک سایکس و رهبران صهیونیست در آن شرکت داشتند. پیرو مباحث این کنفرانس و مذاکرات بعد از آن، بالفور در ۱۹ ژوئن از روتشیلد و حییم وایزمن درخواست کرد که پیش‌نویس بیانیه عمومی را تهیه و ارائه کنند. کابینه بریتانیا در سپتامبر و اکتبر آن سال چندین پیش‌نویس را مورد بحث و بررسی قرار داد که در این روند از یهودیان صهیونیست و ضد صهیونیست نیز نظرخواهی می‌شد، اما مردم بومی ساکن فلسطین هیچ نماینده‌ای در این مذاکرات نداشتند.
در اواخر سال ۱۹۱۷، در روزهای منتهی به صدور بیانیه بالفور، جنگ جهانی به بن‌بست رسیده‌ بود، زیرا دو متحد بریتانیا به‌طور کامل درگیر جنگ نشده‌ بودند: ایالات متحده آمریکا هنوز به‌طور رسمی وارد جنگ نشده بود و روسیه هم درگیر انقلاب بلشویک‌ها بود. بن‌بست در جنوب فلسطین، با نبرد بئرالسبع در (۳۱ اکتبر ۱۹۱۷) شکسته و اجازه صدور بیانیه نهایی بالفور در ۳۱ اکتبر داده‌شد. قبل از صدور این بیانیه، بحث‌هایی مبنی بر اینکه صدور این بیانیه در کابینه بریتانیا مطرح شده‌ بود، منافع پروپاگاندایی چشم‌گیری در میان جامعه یهودیان جهان به نفع جبهه متفقین خواهد داشت.
کلمات آغازین این بیانیه، نخستین اعلام حمایت عمومی از صهیونیسم،  از سوی یک قدرت بزرگ جهانی بود. عبارت «خانهٔ ملّی» در حقوق بین‌الملل سابقه و پیشینه‌ای نداشت و عمدا به این شکل مبهم نوشته‌شد تا دقیقا روشن نباشد که منظور تشکیل یک دولت یهودی است یا خیر. در این بیانیه، مرزهای موردنظر برای فلسطین مشخص نشده‌ بود و دولت بریتانیا بعداً تأیید کرد که عبارت «در فلسطین» به این معنا بوده که قرار نیست خانهٔ ملّی یهودیان سراسر فلسطین را پوشش دهد. بخش دوم بیانیهٔ بالفور، برای راضی‌کردن مخالفان این سیاست اضافه شد. این مخالفان مدعی بودند که در غیر این صورت، موضع مردم بومی فلسطین مخدوش و تضعیف خواهد شد و یهود ستیزی در سراسر جهان تحریک و تشویق می‌شود و یهودیان را بیگانگانی خواهند دید که برای گرفتن زمین‌های آن‌ها آمده‌اند. این اعلامیه به حفاظت از حقوق مدنی و مذهبی اعراب فلسطین که اکثریت بالای جمعیت بومی منطقه را تشکیل می‌دادند و نیز به حقوق و جایگاه سیاسی جوامع یهودی در سایر کشورهای خارج از فلسطین اشاره داشت. دولت بریتانیا در سال (۱۹۳۹) اذعان کرد که دیدگاه‌های مردم بومی فلسطین باید در زمان صدور این بیانیه لحاظ می‌شد و مورد توجه قرار می‌گرفت و در سال (۲۰۱۷) نیز این نکته را به رسمیت شناخت که بیانیه بالفور باید بر حفاظت از حقوق سیاسی اعراب فلسطین نیز تأکید می‌کرد.
بیانیه بالفور پیامدهای دراز مدت بسیاری داشته‌ است. صدور این بیانیه باعث افزایش چشمگیر حمایت از صهیونیسم در میان یهودیان سراسر جهان شد. این بیانیه، یکی از عناصر مرکزی در سند مؤسس قیمومت بریتانیا بر فلسطین بود که سرزمین تحت این قیمومیت بعدها تبدیل به اسرائیل و سرزمین‌های فلسطینی شد. در نتیجه، بیانیهٔ بالفور یکی از علل اساسی منازعه فلسطین-اسرائیل محسوب می‌شود که اغلب به عنوان دشوارترین و حل‌نشدنی‌ترین منازعهٔ جهان از آن یاد می‌کنند. چندین بُعد از این بیانیه همچنان محل اختلاف و مناقشه می باشد. از جمله اینکه آیا بیانیهٔ بالفور ناقض قول‌ها و وعده‌های قبلی‌ای که بریتانیا در جریان مکاتبات مک‌ماهون به شریف حسین (شریف مکه و امیر حجاز) داد، بوده‌است یا خیر.
بیانیه بالفور که به عنوان سرآغاز مناقشه اعراب و اسرائیل قلمداد می‌شود، تنها ۶۷ کلمه‌ داشت.

## ترجمهٔ بیانیهٔ بالفور
لرد روتشیلد گرامی،
بسیار خوشوقتم که از جانب دولت اعلیحضرت، اعلام همدلی ذیل با آرمان‌های یهودیان صهیونیست را که به کابینه تقدیم و با آن موافقت شده ابلاغ نمایم.
«دولت اعلیحضرت نسبت به ایجاد یک خانهٔ ملی برای یهودیان در فلسطین نظر مساعد دارد و تمام تلاش خود را برای تسهیل دست‌یابی به این هدف به کار خواهد بست؛ البته باید به‌روشنی دانست که هرگز نباید کاری انجام شود که ممکن است به حقوق مدنی و مذهبی جوامع غیریهودی موجود در فلسطین یا حقوق و وضعیت سیاسی یهودیان در هر کشور دیگر، خدشه‌ای وارد سازد.
سپاسگزار خواهم شد اگر این بیانیه را به اطلاع فدراسیون صهیونیسم برسانید.

آرتور بالفور

## پیشینه

### حمایت‌های اولیهٔ دولت بریتانیا

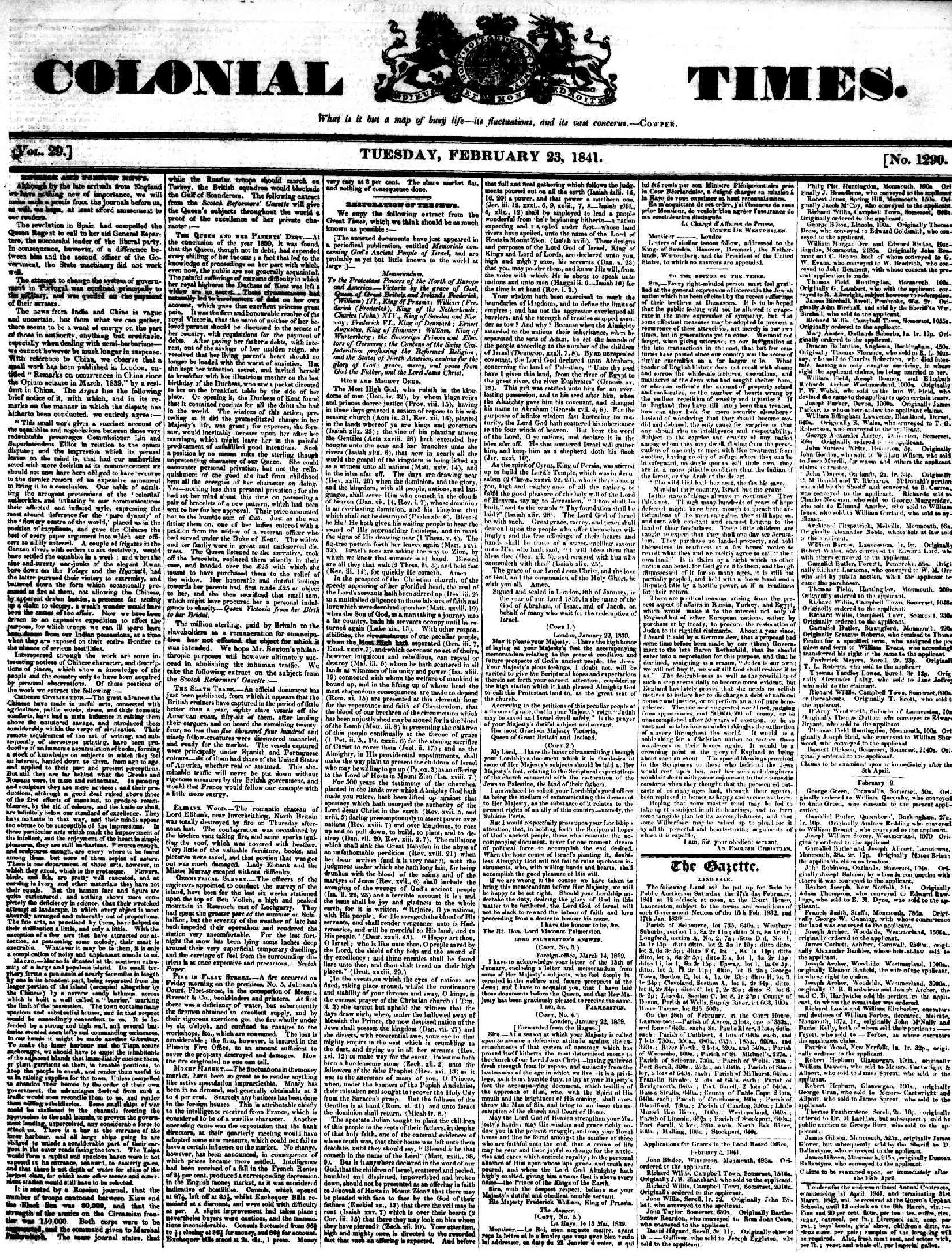
یادداشتی خطاب به پادشاهان پروتستان اروپا مبنی بر بازگشت یهودیان به فلسطین، که در سال ۱۸۴۱ در روزنامه کولونیال تایمز منتشر شده‌است.

نخستین حمایت‌های سیاسی بریتانیا از افزایش حضور یهودیان در منطقهٔ فلسطین، مبتنی بر محاسبات ژئوپلیتیک بود. این حمایت در اوایل دههٔ ۱۸۴۰ به رهبری لرد پالمرستون و در پی اشغال سوریه و فلسطین توسط فرماندار عثمانی جدایی‌طلب به نام محمدعلی پاشا آغاز شد. در این دوران، نفوذ فرانسه در فلسطین و خاورمیانه افزایش یافته و نقش فرانسه به عنوان پشتیبان جوامع کاتولیک شروع به رشد کرده بود. روسیه هم به عنوان پشتیبان جوامع ارتدکس شرقی در همین مناطق دارای نفوذ زیادی شده بود. در این میان بریتانیا حوزهٔ نفوذ مهمی در این منطقه نداشت و لذا نیاز می‌دید که منطقه‌ای تحت حفاظت و نفوذ خود را یافته یا ایجاد کند. این ملاحظات سیاسی مورد حمایت و همدلی مسیحیان انجیلی بود که در اواسط قرن نوزدهم در میان نخبگان سیاسی بریتانیا راه پیدا کرده‌بودند و به «بازگرداندن یهودیان» به فلسطین اعتقاد داشتند، از جمله لرد شفتس‌بری. وزارت امور خارجه بریتانیا یهودیان را فعالانه تشویق به مهاجرت به فلسطین می‌کرد که برجسته‌ترین نمونهٔ آن نامهٔ چارلز هنری چرچیل به موسی مونتیفیوری (رهبران جامعهٔ یهودیان بریتانیا) قابل مشاهده است. اما این تلاش‌ها زودهنگام و شتاب‌زده بود و به موفقیت نرسید. در آستانهٔ ظهور صهیونیسم، تنها ۲۴٬۰۰۰ یهودی در فلسطین زندگی می‌کردند.
با آغاز جنگ جهانی اول و تغییر وضعیت ژئوپلیتیک منطقه، دوران جدیدی از ارزیابی استراتژیک و چانه‌زنی سیاسی بر سر خاورمیانه و خاور دور آغاز شد.

### آغاز صهیونیسم
صهیونیسم در اواخر قرن نوزدهم میلادی در واکنش به جنبش‌های ملی‌گرایانه یهودستیزانه در اروپا شکل گرفت. ملی‌گرایی رمانتیک در اروپای مرکزی و اروپای شرقی، باعث شکل‌گیری هاسکالا (یا رنسانس یهودی) شده‌بود که به نوبهٔ خود شکافی در جامعهٔ یهودیان می‌انداخت: بین یهودیانی که یهودیت را مذهب خود می‌دیدند و یهودیانی که یهودیت را قومیت یا ملیت خود می‌دیدند. طی سال‌های ۱۸۸۱ تا ۱۸۸۴، وقوع پوگروم‌های ضدیهودی در امپراتوری روسیه، گرایش به هویت دوم (یهودیت به عنوان قومیت یا ملیت) را افزایش داد و منجر شد به شکل‌گیری سازمان‌های پیشگام دوستداران صهیون (Hovevei Zion)، انتشار کتاب خود-رهانی (Auto-emancipation) اثر لئون پینسکر و اولین موج عظیم مهاجرت یهودیان به فلسطین که بعدها «علیا اول» نامیده شد.
در سال ۱۸۹۶، تئودور هرتسل، روزنامه‌نگار یهودی ساکن اتریش-مجارستان، متن بنیادین صهیونیسم سیاسی یعنی دولت یهودی (Der Judenstaat) را منتشر کرد که در آن می‌گفت تنها راه‌حل «مسئله یهود» در اروپا، از جمله یهودستیزی روزافزون، ایجاد و تأسیس یک دولت برای یهودیان است. یک سال بعد، هرتسل سازمان جهانی صهیونیسم را پایه‌گذاری کرد که در اولین اجلاس آن فراخوانی برای ایجاد «خانه‌ای برای مردمان یهودی در فلسطین که به موجب حقوق عمومی تضمین شده‌باشد» مطرح شد. اقدامات پیشنهادی برای دست‌یابی به این هدف عبارت بود از ترویج اسکان یهودیان در آن منطقه، سازماندهی یهودیان دیاسپورا، تقویت احساس و وجدان یهودی و برداشتن گام‌های مقدماتی برای دریافت وام‌های دولتی موردنیاز. هرتسل در سال ۱۹۰۴، چهل و چهار سال قبل از تأسیس دولت اسرائیل، از دنیا رفت.
یکی از رهبران صهیونیست به نام حییم وایزمن که بعدها رئیس سازمان جهانی صهیونیسم و اولین رئیس‌جمهور اسرائیل شد، در سال ۱۹۰۴ از سوئیس به انگلیس نقل مکان و با آرتور بالفور دیدار کرد. بالفور تازه از نخست‌وزیری استعفا داده و کارزار انتخاباتی ۱۹۰۶–۱۹۰۵ خود را آغاز کرده‌بود. دیدار وایزمن و بالفور توسط چارلز دریفوس (نمایندهٔ یهودیان حوزهٔ انتخابیهٔ بالفور) ترتیب داده شده‌بود. در اوایل آن سال، بالفور توانسته بود با سخنرانی‌های پرشور درخصوص نیاز به محدودکردن موج مهاجرت یهودیانی که از امپراتوری روسیه می‌گریزند، قانون موسوم به قانون بیگانگان را از پارلمان بریتانیا بگذراند. بالفور در این جلسه از وایزمن پرسید که اعتراض او به «طرح اوگاندا» که در سال ۱۹۰۳ از سوی هرتسل حمایت شده‌بود و پیشنهاد می‌داد که بخشی از منطقهٔ تحت‌الحمایهٔ بریتانیا در شرق آفریقا به عنوان میهن به یهودیان داده‌شود، چیست. این طرح از سوی جوزف چمبرلین (وزیر مناطق استعماری در کابینهٔ بالفور) به هرتسل پیشنهاد شده‌بود، اما به دنبال مرگ هرتسل و دو سال بحث و مجادله، نهایتاً به تصویب هفتمین اجلاس سازمان جهانی صهیونیسم در سال ۱۹۰۵ نرسید. وایزمن پاسخ داد: به باور من، نسبت انگلیسی‌ها به لندن مانند نسبت یهودیان به اورشلیم است.
در ژانویهٔ ۱۹۱۴، وایزمن برای اولین بار با بارون ادموند جیمز دو روتشیلد، یکی از اعضای شاخهٔ فرانسوی خانوادهٔ روتشیلد و از هواداران برجستهٔ جنبش صهیونیسم، دیدار و در ارتباط با طرح ساخت یک دانشگاه عبری در اورشلیم با او مذاکره کرد. بارون روتشیلد عضو سازمان جهانی صهیونیسم نبود اما کولونی‌های کشاورزی یهودی «علیای اول» را پایه‌گذاری و در سال ۱۸۹۹ آن‌ها را به جمعیت استعماری یهود منتقل کرده‌بود. ارتباط این دو نفر یک سال بعد به ثمر نشست، هنگامی که پسر بارون روتشیلد، جیمز دو روتشیلد، از وایزمن خواست که او را هم برای لابی و اثرگذاری بر دولت‌مردان بریتانیا که گمان می‌رفت پذیرای هدف آن‌ها مبنی بر تشکیل «دولت یهودی» در فلسطین هستند، در نظر بگیرد. قرار بود که وایزمن از طریق دوروتی (همسر جیمز) با روزیکا روتشیلد دیدار کند و روزیکا او را به شاخهٔ انگلیسی خانوادهٔ روتشیلد، به خصوص شوهرش چارلز روتشیلد و برادر بزرگ‌تر او والتر روتشیلد که جانورشناس و عضو سابق مجلس عوام بریتانیا بود، معرفی کند. پدر این دو برادر، ناتان روتشیلد نام داشت که اولین بارون روتشیلد و رئیس شاخهٔ انگلیسی خانواده بود. او نسبت به صهیونیسم رویکردی محتاطانه داشت اما در مارس ۱۹۱۵ درگذشت و مقام و عناوینش به والتر ارث رسید.
پیش از صدور بیانیه بالفور، از ۳۰۰٬۰۰۰ یهودی بریتانیا فقط حدود ۸٬۰۰۰ نفر در یکی از سازمان‌های صهیونیست عضویت داشتند. در سال ۱۹۱۳، این رقم در سطح جهان تنها حدود ۱٪ بود.

### فلسطین عثمانی
در سال ۱۹۱۶، چهار قرن از کنترل امپراتوری عثمانی بر فلسطین می‌گذشت. در بخش اعظم این دوران، مسلمانان و سپس مسیحیان اکثریت بالای جمعیت ساکن این منطقه را تشکیل می‌دادند و یهودیان اقلیت کوچکی در حدود ۳٪ کل جمعیت بودند.
حکومت عثمانی که در قسطنطنیه مستقر بود، در اواخر سال ۱۸۸۲ محدودیت‌هایی را بر مهاجرت یهودیان به فلسطین وضع کرد. این اقدام در پاسخ به شروع «علیای اول» در ابتدای همان سال صورت گرفت. علی‌رغم اینکه مهاجرت یهودیان به این منطقه باعث ایجاد تنش‌هایی با مردم محلی به‌خصوص طبقات بازرگان و اعیان شده‌بود، باب عالی (دولت مرکزی عثمانی) در سال ۱۹۰۱ تصمیم گرفت که در زمینهٔ خرید زمین در فلسطین، حقوقی مشابه با اعراب به یهودیان بدهد و در نتیجه، در سال ۱۹۱۴ درصد یهودیان نسبت به کل جمعیت این منطقه، به ۷٪ رسیده بود. در همین حال، با بی‌اعتمادی روزافزون نسبت به ترکان جوان (ملی‌گرایان ترک که کنترل امپراتوری عثمانی را در ۱۹۰۸ به دست گرفتند) و شکل‌گیری موج دوم مهاجرت یهودیان به فلسطین (علیای دوم)، ملی‌گرایی عربی و ملی‌گرایی فلسطینی رو به رشد گذاشت و صهیونیسم‌ستیزی یکی از احساسات وحدت‌آفرین در فلسطین بود.

### جنگ جهانی اول

#### مذاکرات ابتدایی صهیونیست‌ها و دولت بریتانیا: ۱۹۱۶–۱۹۱۴
در ژوئیه ۱۹۱۴ جنگ جهانی اول بین تفاهم مثلث (بریتانیا، فرانسه و امپراتوری روسیه) و قدرت‌های مرکز (آلمان، اتریش-مجارستان و مدتی بعد امپراتوری عثمانی) در اروپا آغاز شد.
بحث درباره فلسطین، اولین بار در جلسه مورخ ۹ نوامبر ۱۹۱۴ کابینه بریتانیا مطرح شد، یعنی چهار روز پس از اعلان جنگ بریتانیا به امپراتوری عثمانی که متصرفه قدس مشهور به فلسطین هم بخشی از قلمرو این امپراتوری بود. در این جلسه، دیوید لوید جرج که در آن زمان رئیس خزانه بود «به سرنوشت نهایی فلسطین اشاره کرد». لوید جورج همچنین صاحب یک مؤسسهٔ حقوقی بود که از یک دهه پیش توسط فدراسیون صهیونیسم در بریتانیای کبیر و ایرلند به کار گرفته شده بود تا بر روی «طرح اوگاندا» کار کند. در زمان صدور بیانیهٔ بالفور، لوید جورج به نخست‌وزیری بریتانیا رسیده و مسئول نهایی صدور این بیانیه بود.
تلاش‌های سیاسی وایزمن سرعت گرفت و او در ۱۰ دسامبر ۱۹۱۴ با هربرت ساموئل (عضو کابینهٔ بریتانیا و یک یهودی سکولار که دربارهٔ صهیونیسم تحقیق کرده بود) دیدار کرد. دو روز بعد، وایزمن دوباره با بالفور دیدار کرد. بالفور از زمان شکست در کارزار انتخاباتی ۱۹۰۶ از قدرت کنار رفته بود اما همچنان یکی از اعضای برجستهٔ حزب محافظه‌کار محسوب می‌شد.
یک ماه بعد، ساموئل یادداشتی با عنوان «آیندهٔ فلسطین» را به همکارانش در کابینه ارائه کرد. در این یادداشت آمده بود: «بنده یقین دارم که راه‌حل مسئله فلسطین که قطعا مورد استقبال رهبران و حامیان جنبش صهیونیسم در سراسر جهان قرار خواهد گرفت، الحاق این کشور به امپراتوری بریتانیاست». ساموئل یک نسخه از این یادداشت را در فوریه ۱۹۱۵ یعنی یک ماه قبل از مرگ ناتان روتشیلد با او به بحث گذاشته بود. این اولین بار بود که در یک سند رسمی دولتی، حمایت از یهودیان به عنوان یک اقدام جنگی پیشنهاد می‌شد.
مباحث بسیاری در این خصوص انجام شد، از جمله جلساتی طی سال‌های ۱۹۱۶–۱۹۱۵ بین لوید جورج (که در مه ۱۹۱۵ به وزارت تسلیحات منصوب شده بود) و وایزمن (که در سپتامبر ۱۹۱۵ به سمت مشاور علمی وزارت تسلیحات منصوب شده بود). هفده سال بعد، لوید جورج در کتاب خاطراتش، این جلسات را «سرچشمه و ریشهٔ» بیانیهٔ بالفور نامید که البته برخی مورخان این ادعا را رد کرده‌اند.

#### تعهدات قبلی بریتانیا دربارهٔ فلسطین: ۱۹۱۶–۱۹۱۵
در اواخر سال ۱۹۱۵، هنری مک‌ماهون (سفیر بریتانیا در مصر) ده نامه با شریف حسین (شریف مکه و امیر حجاز) مبادله کرد و در آنها به شریف حسین قول داد که استقلال اعراب را «در چارچوب محدودیت‌ها و مرزهای پیشنهادی از سوی شریف مکه» بپذیرد و در قبال آن شریف حسین قیام علیه امپراتوری عثمانی را ترتیب بدهد. در این پیمان «بخش‌هایی از سوریه» که در غرب «مناطق دمشق، حمص، حما و حلب» قرار می‌گرفت مستثنی شده بود. در دهه‌های پس از جنگ، حدود و ثغور بخش‌های مستثی‌شده به‌شدت محل اختلاف و مناقشه بود چرا که فلسطین در جنوب غرب دمشق قرار می‌گرفت و صریحاً به آن اشاره نشده بود.
بر مبنای توافق و بده و بستانی که در مکاتبات مک‌ماهون و شریف صورت گرفته بود، انقلاب بزرگ عربی در ۵ ژوئن ۱۹۱۶ کلید خورد. اما کمتر از سه هفته پیش از آن، دولت‌های بریتانیا، فرانسه و روسیه، مخفیانه توافقی به نام توافق‌نامه سایکس–پیکو را منعقد کرده بودند که بعدها بالفور آن را یک «روش کاملاً جدید» برای تقسیم منطقه خواند و اشاره کرد که توافق ۱۹۱۵ با شریف «فراموش‌شده به نظر می‌رسد».
معاهدهٔ انگلیسی-فرانسوی سایکس–پیکو در اواخر سال ۱۹۱۵ و اوایل سال ۱۹۱۶ بین مارک سایکس و فرانسوا ژرژ پیکو مورد مذاکره قرار گرفت. سایکس سیاستمداری محافظه‌کار بود که در حوزهٔ سیاست بریتانیا در خاورمیانه به نفوذ و اثرگذاری چشمگیری دست یافته بود، پیکو دیپلماتی فرانسوی و سرکنسول سابق فرانسه در بیروت بود. توافق‌نامهٔ آنها تعیین می‌کرد که در صورت موفقیت تفاهم مثلث در شکست امپراتوری عثمانی در جنگ جهانی اول، حوزهٔ نفوذ بریتانیا و فرانسه در غرب آسیا به چه ترتیب خواهد بود و اداره و کنترل بخش‌هایی از سرزمین‌های عرب چگونه بین این دو قدرت تقسیم خواهد شد. در مورد فلسطین، پیشنهاد بین‌المللی‌سازی مطرح شد و قرار شد شکل ادارهٔ این منطقه پس از مشورت با روسیه و شریف حسین تأیید گردد. در پیش‌نویس این معاهده که در ژانویه ۱۹۱۶ تهیه شده بود، به منافع مسیحیان و مسلمانان اشاره شده بود و اینکه «اعضای جامعهٔ یهودی در سراسر جهان، منفعتی وجدانی و احساسی نسبت به آیندهٔ کشور دارند».

پیش از این مقطع، هیچ مذاکرهٔ جدی‌ای با صهیونیست‌ها انجام نشده بود اما مارک سایکس با صهیونیسم آشنا بود، با موسی گاستر (رئیس سابق فدراسیون صهیونیستی انگلیس) ارتباط داشت و ممکن است یادداشت ۱۹۱۵ هربرت ساموئل را هم دیده باشد. در ۳ مارس، در حالی که سایکس و پیکو هنوز در پتروگراد بودند، لوسین ولف (دبیر کمیتهٔ خارجی مشترک که از سوی سازمان‌های یهودی برای پیشبرد منافع یهودیان خارجی تأسیس شده بود) پیش‌نوبس تضمینی را که متفقین می‌توانستند در حمایت از آرمان‌های یهودی صادر کنند، به وزارت امور خارجه بریتانیا تسلیم کرد. در بخشی از پیش‌نویس «فرمول» زیر ذکر شده بود: 
چنانچه در پایان جنگ، فلسطین در حوزه‌های نفوذ بریتانیای کبیر یا فرانسه قرار بگیرد، دولت‌های این قدرت‌ها در توجه به منفعت تاریخی‌ای که این کشور برای جامعهٔ یهودی دارد کوتاهی نخواهند کرد. بهره‌مندی جمعیت یهودی از آزادی مدنی و مذهبی، حقوق سیاسی برابر با بقیهٔ جمعیت، تسهیلات معقول برای مهاجرت و کولونی‌سازی و امتیازات داخلی در شهرها و کولونی‌های آنها که ممکن است ضرورت آنها نشان داده شود، تضمین خواهد شد.
در ۱۱ مارس، تلگراف‌هایی به نام ادوارد گری به سفرای بریتانیا در روسیه و فرانسه ارسال شد تا به مقامات روسیه و فرانسه ابلاغ شود. در این تلگراف، علاوه بر اشاره به «فرمول» بالا، آمده بود:
این طرح می‌تواند برای اکثریت یهودیان به مراتب جذاب‌تر شود اگر این دورنما را برای آنها ترسیم کند که وقتی به مرور زمان کولونی‌نشین‌های یهودی در فلسطین به قدر کافی قدرت پیدا کنند تا با جمعیت عرب مواجه شوند، ممکن است اجازه پیدا کنند تا مدیریت امور داخلی فلسطین (به استثنای اورشلیم و اماکن مقدسه) را خود به دست گیرند.
سایکس که این تلگراف‌ها را دیده بود، مباحثی با پیکو داشت و (با ارجاع به یادداشت هربرت ساموئل) پیشنهاد کرد که یک سلطنت عربی تحت‌الحمایهٔ فرانسه و بریتانیا تشکیل شود، شیوه‌هایی برای ادارهٔ اماکن مقدس پیش‌بینی شود و یک شرکت هم برای خرید زمین برای کولونیست‌های یهودی، که سپس شهروند و دارای حقوق برابر با اعراب خواهند شد، تأسیس گردد.
سایکس پس از بازگشت از پتروگراد، هربرت ساموئل را از موضوع مطلع کرد و ساموئل هم در جلسه‌ای موضوع را برای گاستر، وایزمن و ناحوم سوکولوف شرح داد. گاستر در خاطرات مورخ ۱۶ آوریل ۱۹۱۶ خود نوشته: «حاکمیت مشترک فرانسه-انگلیس به ما پیشنهاد شده. شاهزادهٔ عرب احساسات اعراب را کنترل خواهد کرد و در قانون اساسی، منشوری برای صهیونیست‌ها در نظر گرفته می‌شود که انگلیس آن را تضمین می‌کند و در صورت بروز هرگونه اختلاف کنار ما خواهد ایستاد… این عملاً تحقق کامل برنامهٔ صهیونیستی ماست. ولی ما پافشاری کردیم بر: ماهیت ملّی این منشور، آزادی مهاجرت و خودمختاری داخلی و در عین حال حقوق کامل شهروندی برای [ناخوانا] و یهودیان در فلسطین». در ذهن سایکس، توافق‌نامه سایکس–پیکو حتی پیش از امضاشدن منسوخ شده بود؛ سایکس در مارس ۱۹۱۶ در نامه‌ای خصوصی نوشت: «در ذهن من، صهیونیست‌ها اکنون کلید موقعیت هستند». در نهایت، نه فرانسوی‌ها و نه روس‌ها اشتیاقی نسبت به این «فرمول» نشان ندادند و لوسین ولف در ۴ ژوئیه مطلع شد که فعلاً وقت مناسبی برای اعلام این موضوع نیست.

#### تغییر در دولت بریتانیا: ۱۹۱۷–۱۹۱۶
از منظر سیاست بریتانیا، صدور بیانیهٔ بالفور، نتیجهٔ به قدرت رسیدن دیوید لوید جرج و کابینهٔ او بود. لوید جرج در دسامبر ۱۹۱۷، جانشین هربرت هنری اسکویت شده بود. هرچند هردو آنها لیبرال بودند و در زمان جنگ دولت ائتلافی تشکیل داده بودند، لوید جرج و وزیر خارجهٔ منصوب او یعنی بالفور، طرفدار سیاست تجزیه و تقسیم امپراتوری عثمانی پس از جنگ بودند و این را یکی از مهم‌ترین اهداف بریتانیا در جنگ می‌دانستند در حالی که اسکویت و وزیر خارجهٔ او، ادوارد گری، هوادار اصلاح امپراتوری عثمانی بودند.
لوید جرج دو روز پس از رسیدن به نخست‌وزیری، به ژنرال رابرتسون (رئیس ستاد کل بریتانیا) گفت که خواستار یک پیروزی عظیم (ترجیحاً تصرف اورشلیم) تا بتواند افکار عمومی بریتانیا را جلب کند. فشارهای لوید جرج منجر به تصرف مجدد سینا و بازگشت آن به مصر (که تحت کنترل بریتانیا بود) شد و با تصرف عریش در دسامبر ۱۹۱۶ و رفح در ژانویه ۱۹۱۷، نیروهای بریتانیا به مرزهای جنوبی امپراتوری عثمانی رسیدند. در پی دو تلاش ناموفق برای تصرف غزه بین ۲۶ مارس تا ۱۹ آوریل، بن‌بستی شش‌ماهه در جنوب فلسطین آغاز شد. تا ۳۱ اکتبر ۱۹۱۷ هیچ پیشرفتی در جبههٔ سینا و فلسطین به دست نیامد.

#### مذاکرات رسمی بریتانیا و صهیونیست‌ها: ۱۹۱۷
در پی تغییر در دولت بریتانیا، سایکس ارتقا یافت و به عنوان دبیر کابینهٔ جنگ و مسئول امور خاورمیانه منصوب شد. در ژانویهٔ ۱۹۱۷، سایکس علیرغم آنکه قبلاً با موسی گاستر رابطه‌ای برقرار کرده بود تصمیم گرفت با دیگر رهبران صهیونیست دیدار کند. او به وایزمن و دستیار او سوکولوف (خبرنگار و مأمور سازمان جهانی صهیونیسم که در ابتدای جنگ جهانی اول به بریتانیا نقل مکان کرده بود) معرفی شد.
در ۷ فوریه ۱۹۱۷، سایکس با این ادعا که در مقام شخصی و غیررسمی عمل می‌کند، با رهبران صهیونیست وارد مباحث ماهوی شد. در این جلسه، مکاتبات قبلی بریتانیا با «عرب‌ها» به بحث گذاشته شد. در این مقطع، صهیونیست‌ها هنوز از توافق‌نامه سایکس–پیکو بی‌خبر بودند هرچند که نسبت به این موضوع ظن برده بودند. یکی از اهداف سایکس این بود که صهیونیست‌ها را زیر پرچم حاکمیت بریتانیا بر فلسطین بسیج کند تا بتواند برای دفاع از این هدف، دلایل موجهی جلوی فرانسه بگذارد.

#### اواخر ۱۹۱۷: وضعیت جنگ جهانی اول
در زمانی که مباحث و مذاکرات کابینهٔ جنگ بریتانیا در جریان بود و کم‌کم به سمت صدور بیانیهٔ بالفور پیش می‌رفت، جنگ جهانی اول به دوره‌ای از بن‌بست رسیده بود. در جبهه غربی، جنگ ابتدا در بهار ۱۹۱۸ به نفع قدرت‌های مرکز پیش می‌رفت اما از ژوئیه ۱۹۱۸ به بعد متفقین جنگ را به نفع خود پیش بردند. هرچند ایالات متحده در بهار ۱۹۱۷ علیه آلمان اعلام جنگ کرد اما تا ۲ نوامبر آن سال هنوز هیچ تلفاتی در جنگ نداده بود. در این مقطع، وودرو ویلسون (رئیس‌جمهور آمریکا) هنوز امید داشت که کار به اعزام گستردهٔ سربازان به جبههٔ جنگ نکشد. نیروهای روسیه عمدتاً درگیر انقلاب روسیه بودند اما دولت موقت الکساندر کرنسکی هنوز در جنگ جهانی مانده بود. روسیه تنها پس از مرحله نهایی انقلاب در ۷ نوامبر ۱۹۱۷ بود که خود را کنار کشید.

## پیش‌زمینه تاریخی
جامعه ملل، سه سال پس از پایان جنگ جهانی اول و بعد از سقوط امپراتوری عثمانی، قیومیت فلسطین را به بریتانیا اعطا کرد. با این هدف که بریتانیا «پیش‌زمینه‌های مطلوب سیاسی، اقتصادی و امنیتی برای تأسیس خانه ملی یهودیان را عهده‌دار شود و هم‌چنین صرف‌نظر از نژاد و مذهب، برای حفاظت از حقوق مدنی و حقوق مذهبی همهٔ ساکنان سرزمین فلسطین بکوشد.
از سال ۱۵۱۷ میلادی و در زمان حاکمیت سلطان سلیم اول، امپراتوری عثمانی به مدت چهارصد سال فرمانروای سرزمین فلسطین بود. در پی فروپاشی این امپراتوری طی جنگ جهانی اول، بریتانیا قیمومیت این اراضی را به دست آورد.

## واکنش فلسطینی‌ها
این بیانیه، بر خلاف توافقات فی‌مابین قوای متفقه مبنی بر احترام به حق تعیین سرنوشت مردمان ملل مختلف، توافقات بین بریتانیایی‌ها و سران عرب که با متفقین ضد عثمانی‌ها مبارزه کرده بودند و منشورات جامعه ملل، حقوق سیاسی مردم فلسطین، حق تعیین سرنوشت آنها و حتی حق آنها در مشارکت در مشورت در مورد آینده کشور خویش نادیده گرفت شد. در یادداشتی در اوت سال ۱۹۱۹، بالفور این تصمیم را چنین توجیه کرد:

تضاد بین متن میثاق جامعه ملل و سیاست متفقین، در قیاس با قضیه «ملت مستقل» سوریه، در مورد قضیه «ملت مستقل» فلسطین حتی آشکارتر است. چرا که در فلسطین ما حتی پیشنهاد انجام مشورت با خواست ساکنین کنونی کشور را نداریم، هرچند که کمیسیون آمریکایی‌ها1 در حال انجام پرس‌وجوهایی دربارهٔ اینٰکه بداند این خواست‌ها چیست است. هر چهار قوای متفق متعد به صهیونیسم هستند. و صهیونیسم، چه درست چه غلط، چه خوب چه بد ریشه در سنن قدیمی، در نیازهای امروزی و در امیدهای آینده دارد، نیازها و امیدهایی بسیار عمیق‌تر از خواست‌ها و عقاید ۷۰۰ هزار عربی که امروزه در این سرزمین تاریخی زندگی می‌کنند دارد.

The contradiction between the letter of the Covenant and the policy of the Allies is even more flagrant in the case of the 'independent nation' of Palestine than in that of the 'independent nation' of Syria. For in Palestine we do not propose even to go through the form of consulting the wishes of the present inhabitants of the country, though the American Commission has been going through the form of asking what they are. The four Great Powers are committed to Zionism. And Zionism, be it right or wrong, good or bad, is rooted in age-long traditions, in present needs, in future hopes, of far profounder import than the desires and prejudices of the 700,000 Arabs who now inhabit that ancient land.

1کمیسیون آمریکایی که در نتیجه کنفرانس ۱۹۱۹ پاریس برای مشورت سیاسی با اقوام و ملل منطقه شام تأسیس شد
— 
طبیعتا این بیانیه و انتشار آن در جامعه فلسطین، منجر به افزایش سریع تنش‌ها، احساسات عدم اعتماد متقابل و خشونت‌ها شد. روزنامه‌های چاپ یافا نقش مهمی در چاپ مناظرات و گفت‌وگوهای سیاسی و افزایش آگاهی اجتماعی نسبت این این مسئله داشتند. از همان سالهای اول قومیت بریتانیا، این بیانیه به عنوان تهدید جدی ضد آینده ملت فلسطین و استقلال سیاسی آن تلقی می‌شد. در نتیجه، از همان سالهای اول، سال ۱۹۲۰، شهرهای فلسطین شاهد تظاهرات‌ها، درگیری‌ها، حملات متعدد ضد قومیت بریتانیا، ضد صهیونیسم و بعضاً ضد یهودیان و شهرک‌ها و روستاها و ابنیه آنها بود.
- در ۲۷ فوریه سال ۱۹۲۰، تظاهرات بزرگی در بیت‌المقدس (قدس) برگزار شد که در آن بیش از ۴۰٬۰۰۰ شهروند شرکت داشتند. یک هیئت نمایندگی از طرف تظاهرکنندگان با کنسول قدس و فرماندار بریتانیا ملاقات کرد و اعتراضات خود را در مورد مهاجرت یهودی‌ها، بیانیه بلوفور و صهیونیسم ارائه داد.
- در روز ۱ مارس ۱۹۲۰، دو گروه مسلح فلسطینی به شهرک‌های المتلا و تل در شمال فلسطین حمله کردند و هفت یهودی کشته شدند، که از جمله آن‌ها کاپیتان یهودی ” جوزف ترمبلدور ” بود.
- در در ۸ مارس ۱۹۲۰ نیز، تظاهراتی در بیت‌المقدس برگزار شد، تظاهرکنندگان شعار نه به صهیونیسم، نه به مهاجرت یهودیان، نه به‌آبادی‌های یهودی‌نشین، آزادی، استقلال، وحدت عربی سردادند و برخی از معترضان تعدادی از جوان یهودی را مورد آزار و اذیت قرار دادند. درگیری میان اعراب و یهودیان موجب زخمی‌شدن ده یهودی شد و نیروهای بریتانیایی، تظاهر کنندگان را پراکنده کرده و تعدادی از اعراب را دستگیر کردند.
- قیام ۱۹۲۰ جشنواره حضرت موسی در ۴ آوریل ۱۹۲۰، که در آن از اعراب ۴ نفر کشته ۲۴ مجروح و از یهودیان نیز ۵ کشته و۲۱۱ نفر مجروح شدند و ۷ نفر از سربازان انگلیسی نیز مورد اصابت واقع شدند؛ و اعراب مورد اتهام واقع شدند که به یهودی‌ها تعدی کردند و شهردار بیت‌المقدس موسی کاظم الحسینی برکنار شد و أمین الحسینی و کامل البدیری و عارف العارف محاکمه غیابی شده و به ۲۰ سال زندان محکوم شدند. در این تظاهرات‌ها و درگیری‌ها شعارها و پلاکاردهایی خشن دیده و شنیده می‌شد. پلاکاردهایی مثل «مرگ بر صهیونیسم» و «مرگ بر یهود» و شعارهایی مثل «فلسطین ارض ماست و یهود سگ ماست» و «إذهب الیهود» (یهودیان را بکشید).[۷۳] این اتفاقات به عنوان پوگروم (حمله و کشتار سازمان‌یافته انبوه جمعیت علیه اقلیت یهودی) توصیف شده، اتفاقی که مشابه آن در ۵ قرن حاکمیت عثمانی هیچ سابقه نداشته.[۷۳]

شورش‌ها و درگیری‌ها و همین‌طور درخواست‌های متعدد سران سیاسی فلسطین از دولت بریتانیا مبنی بر اعطای حقوق سیاسی ملت فلسطین و استقلال به کشور فلسطین تا سال ۱۹۴۸ ادامه داشت. در این سال در اتفاقاتی که فلسطینی‌ها از آن به نام «نکبت» یاد می‌کنند، بخش زیادی از جمعیت عرب، بیش از ۷۰۰ هزار نفر، پاک‌سازی قومی شده و بر حدود ۷۰٪ اراضی فلسطین، دولت صهیونیستی اسرائیل اعلام موجودیت کرد.

## پیامدهای بلند مدت
بیانیه بالفور دو پیامد غیر مستقیم داشت، یکی پیدایش یک حکومت یهودی و دیگری وضعیت مزمن درگیری بین عرب‌ها و یهودی‌ها در غرب آسیا. این بیانیه هم بخاطر ناکامی و نرسیدن به هدفی مشخص، بریتانیا در اجرای مفاد آن در فلسطین و هم به خاطر رخدادهای گسترده‌تر آن در این منطقه عنوان «گناه نخستین» بریتانیا را گرفته‌است.
بسیاری از مورخین مستقل و کارشناسان روابط بین الملل پیامدهای اعلامیه بالفور برای مردم فلسطین را فاجعه بار و لطمه جبران ناپذیری به عدالت می‌دانند.

## نگارخانه

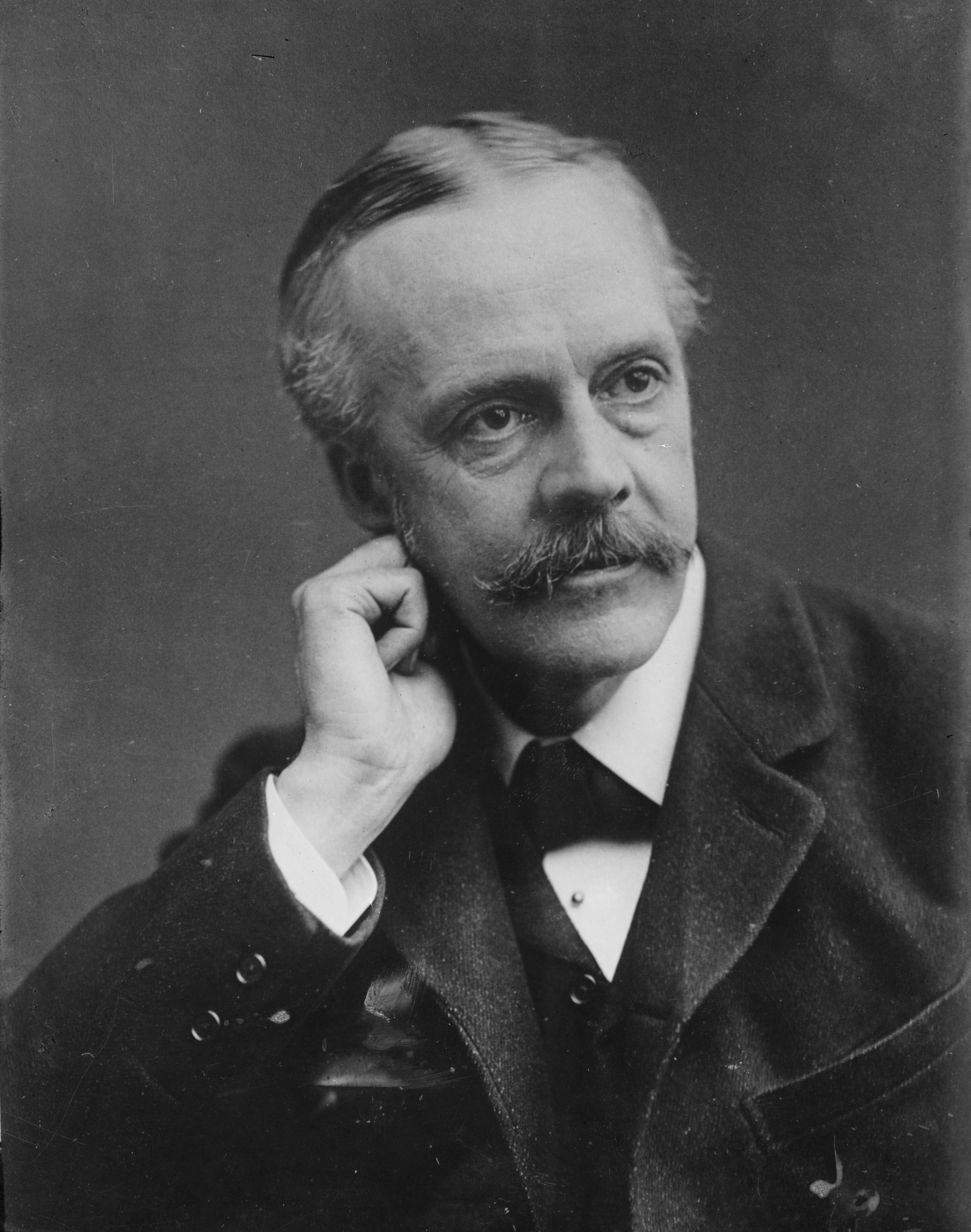
آرتور جیمز بالفور
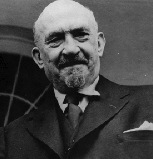
حییم وایزمن
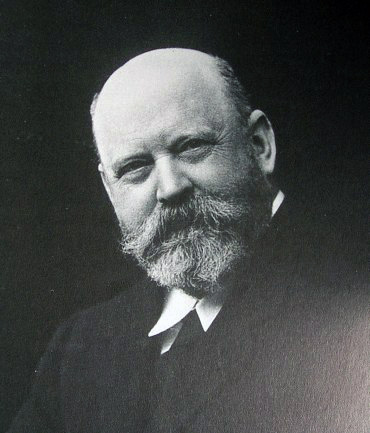
والتر روتشیلد
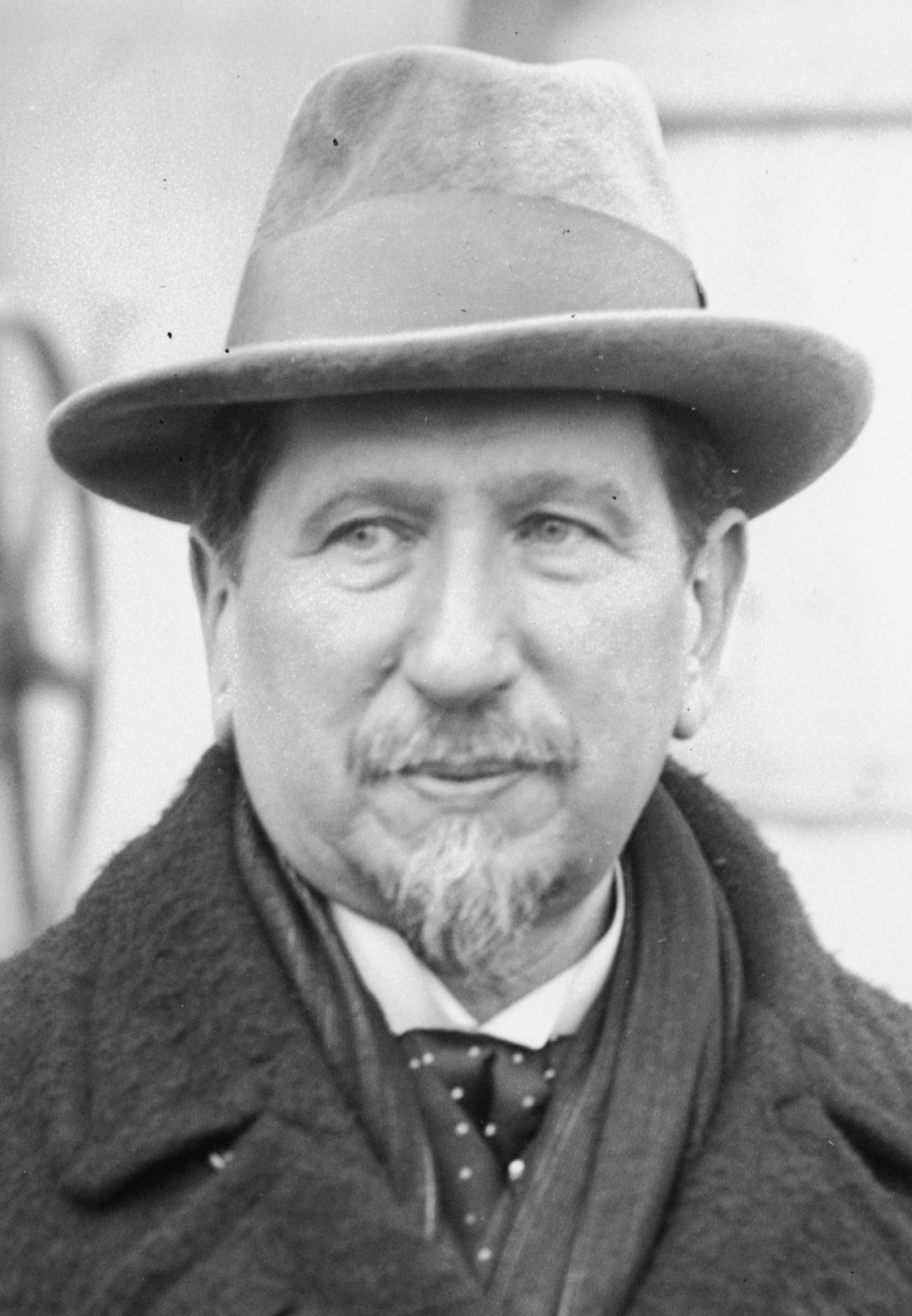
ناحوم سوکولوف